# Xanthoparmelia crystallicola
Xanthoparmelia crystallicola är en lavart som först beskrevs av Kalb & Hale, och fick sitt nu gällande namn av T. H. Nash & Elix. Xanthoparmelia crystallicola ingår i släktet Xanthoparmelia och familjen Parmeliaceae.   Inga underarter finns listade i Catalogue of Life.